# Cinclosome cuivré
Cinclosoma clarum
Espèce
Statut de conservation UICN

 DD  : Données insuffisantes
Le Cincosome cuivré (Cinclosoma clarum) est une espèce de passereaux de la famille des Cinclosomatidae.

## Répartition et habitat
Cet oiseau est endémique d'Australie.
Selon le la classification de référence du Congrès ornithologique international (10.4.2024), cet oiseau est réparti en trois sous-espèces :
- Cinclosoma clarum clarum Morgan, 1926 — intérieur de l'Ouest australien ;
- Cinclosoma clarum fordianum Schodde & Mason, 1999 — zones sublittorales d'Australie occidentale et méridionale ;
- Cinclosoma clarum morgani Condon, 1951 — péninsule d'Eyre.

La sous-espèce C. c. fordianum présente un dimorphisme sexuel plus élevé.

## Systématique
Le nom valide complet (avec auteur) de ce taxon est Cinclosoma clarum Morgan (d), 1926.